# Ctenus falciformis
Ctenus falciformis är en spindelart som beskrevs av Benoit 1981. Ctenus falciformis ingår i släktet Ctenus och familjen Ctenidae.
Artens utbredningsområde är Kongo. Inga underarter finns listade i Catalogue of Life.